# Sphenomorphus tropidonotus
Espèce
Synonymes
- Lygosoma tropidonotum Boulenger, 1897
- Otosaurus tropidonotus (Boulenger, 1897)

Statut de conservation UICN

 LC  : Préoccupation mineure
Sphenomorphus tropidonotus est une espèce de sauriens de la famille des Scincidae.

## Répartition
Cette espèce est endémique de Sulawesi en Indonésie.

## Publication originale
- Boulenger, 1897 : A catalogue of the reptiles and batrachians of Celebes with special reference to the collections made by Drs P & F Sarasin in 1893-1896. Proceedings of the Zoological Society of London, vol. 1897, p. 193-237 (texte intégral).